# Luciano Alabarse
Luciano Alabarse (Porto Alegre, 1953) é um cenógrafo e diretor de teatro e de espetáculos musicais brasileiro.
Trabalhou de 1970 até a década de 1990 com texto de escritores brasileiros, como Nelson Rodrigues, Marcílio Moraes e Naum Alves de Souza, dando ênfase a escritores gaúchos como Carlos Carvalho, Caio Fernando Abreu, Lya Luft e João Gilberto Noll. A partir de então, dedicou-se mais a escritores clássicos, como Thomas Bernhard, Samuel Beckett, William Shakespeare, Sófocles e Eurípides.

## Trabalhos

### Adaptação
- 1992 - Porto Alegre RS  - Hotel Atlântico
- 1994 - Porto Alegre RS  - Hamleto

### Cenografia
- 1974 - Porto Alegre RS  - Escola de Mulheres
- 1978 - Porto Alegre RS  - Mumu, a Vaca Metafísica
- 1991  - A História do Soldado
- 2003 - Porto Alegre RS  - A Força do Hábito
- 2004  - Antígona

### Direção
- 1975  - O Canto do Cisne
- 1976  - O Beijo no Asfalto
- 1977  - Antes do Café
- 1978 - Porto Alegre RS  - Mumu, a Vaca Metafísica
- 1978 - Porto Alegre RS  - Os Dragões do 31º Dia
- 1978 - Porto Alegre RS  - O Evangelho Segundo Zebedeu
- 1979 - Porto Alegre RS  - A Lata de Lixo da História
- 1980  - Cadeiras Proibidas
- 1980 - Porto Alegre RS  - Os Filhos de Kennedy
- 1981 - Porto Alegre RS  - Esta É a Sua Vida ou Hospede a Primavera em Sua Casa
- 1982 - Porto Alegre RS  - Doce Vampiro
- 1983 - Porto Alegre RS  - Pode Ser que Seja Só o Leiteiro Lá Fora
- 1984 - Porto Alegre RS  - Reunião de Família
- 1985 - Porto Alegre RS  - Morangos Mofados
- 1985 - Porto Alegre RS  - Senhora dos Afogados
- 1986  - O Balcão
- 1987  - Um Beijo, Um Abraço, Um Aperto de Mão
- 1988 - São Paulo SP  - Inimigos de Classe
- 1989 - São Paulo SP  - Essência de Macaco
- 1990 - São Paulo SP  - Ensina-me a Viver
- 1991  - A História do Soldado
- 1992 - Porto Alegre RS  - Hotel Atlântico
- 1993  - Lenta Valsa de Morrer
- 1994 - Porto Alegre RS  - Hamleto
- 1999  - Un Beso, Un Abrazo, Un Apretón de Manos
- 2000 - Porto Alegre RS  - Descobrimento
- 2002 - Curitiba PR  - Almoço na Casa do Sr. Ludwig
- 2003 - Porto Alegre RS  - Beckett na Veia
- 2003 - Porto Alegre RS  - A Força do Hábito
- 2004  - Antígona
- 2005 - Porto Alegre RS  - Heldenplatz
- 2006 - Porto Alegre RS  - Morangos Mofados
- 2006 - Porto Alegre RS  - Hamlet
- 2006 - Porto Alegre RS  - O Homem e a Mancha
- 2007 - Porto Alegre RS  - Medéia
- 2007 - Porto Alegre RS  - O Animal Agonizante
- 2008 - Porto Alegre RS  - Édipo

### Direção (assistente)
- 1974 - Porto Alegre RS  - Escola de Mulheres

### Interpretação
- 1973 - Porto Alegre RS - Vestido de Noiva
- 1974 - Porto Alegre RS  - Escola de Mulheres

### Figurino
- 1978 - Porto Alegre RS  - Mumu, a Vaca Metafísica

### Iluminação
- 1981 - Porto Alegre RS  - Esta É a Sua Vida ou Hospede a Primavera em Sua Casa

### Produção
- 1989 - Porto Alegre RS  - A Gaivota
- 1989 - São Paulo SP  - Essência de Macaco
- 1994 - Porto Alegre RS  - Hamleto
- 2008 - Porto Alegre RS  - Édipo

### Roteiro
- 2003 - Porto Alegre RS  - Beckett na Veia

### Tradução
- 2002 - Curitiba PR  - Almoço na Casa do Sr. Ludwig
- 2003 - Porto Alegre RS  - Beckett na Veia

### Trilha sonora
- 1991 - Porto Alegre RS  - A Galinha Idiota
- 1992 - Porto Alegre RS  - Hotel Atlântico
- 2002 - Curitiba PR  - Almoço na Casa do Sr. Ludwig
- 2003 - Porto Alegre RS  - Beckett na Veia
- 2003 - Porto Alegre RS  - A Força do Hábito
- 2005 - Porto Alegre RS  - Heldenplatz
- 2006 - Porto Alegre RS  - Morangos Mofados
- 2006 - Porto Alegre RS  - O Homem e a Mancha
- 2008 - Porto Alegre RS  - Édipo

## Prêmios e indicações

### Prêmio Açorianos
| Ano  | Categoria | Indicação        | Resultado |
| ---- | --------- | ---------------- | --------- |
| 1993 | Direção   | Luciano Alabarse | Venceu    |